# Ampelopsis annamensis
Ampelopsis annamensis är en vinväxtart som beskrevs av François Gagnepain. Ampelopsis annamensis ingår i släktet Ampelopsis och familjen vinväxter. Inga underarter finns listade i Catalogue of Life.